# Karn Prayag
Karn Prayag (ook wel gespeld als Karanprayag of Karnaprayag) is een stad en gemeente in het district Chamoli van de Indiase staat Uttarakhand. 

## Demografie
Volgens de Indiase volkstelling van 2001 wonen er 6.976 mensen in Karn Prayag, waarvan 56% mannelijk en 44% vrouwelijk is. De plaats heeft een alfabetiseringsgraad van 76%.